# Elling et sa maman
Pour plus de détails, voir Fiche technique et Distribution.
Elling et sa maman (en norvégien : Mors Elling) est un film comique norvégien paru en 2003 et réalisé par Eva Isaksen. Il s'agit de l'un des quatre films mettant en scène le personnage d'Elling. Selon BoxOfficeMojo, le film a rapporté 3 315 075 $.

## Synopsis
Elling a vécu toute sa vie avec sa mère veuve, dans la tranquillité de leur maison. Sa mère décide de partir avec lui à Parma de Majorque, malgré les réticences de celui-ci. Elling va y vivre beaucoup de remises en questions, qui vont le changer profondément.
L'histoire est tirée du roman de l'auteur norvégien Ingvar Ambjørnsen.

## Casting
- Per Christian Ellefsen – Elling
- Grete Nordrå – la mère d'Elling
- Helge Reiss – Ernst Bugge-Høvik
- Christin Borge – Mag
- Per Schaanning – Georg
- Ane Dahl Torp - l'hôtesse de l'air